# Josef Neckermann

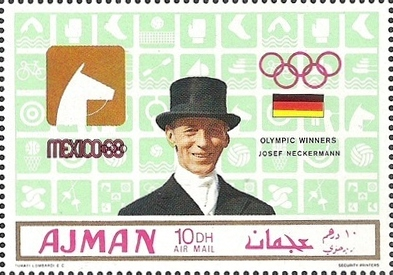
Timbre commémoratif.

Josef Neckermann est un cavalier de dressage et un homme d'affaires allemand né le 5 juin 1912 et décédé le 13 janvier 1992. 
Cavalier, il remporte de nombreux titres au cours de sa carrière équestre. Il est médaille de bronze en individuel aux Jeux olympiques de 1960 et médaille d'or par équipe lors des Jeux olympiques de 1964 sous le drapeau de l'équipe unifiée d'Allemagne.
À partir de 1968, il concourt pour l'Allemagne de l'Ouest et remporte la médaille de bronze en individuel et la médaille d'or par équipe aux Jeux olympiques de Mexico, puis la médaille de bronze en individuel et la médaille d'argent par équipe Jeux olympiques de Munich en 1972. 
Il est également le fondateur de la société de vente par correspondance Neckermann.
C'est le père d'Eva-Maria Pracht et le grand-père de Martina Pracht, également cavalières professionnelles.